# أتوم (ري بالمر)
أتوم (بالإنجليزية: Atom)‏ هو شخصية بطل خارق خيالية، يظهر في القصص المصورة التي تنشرها دي سي كومكس. تم ابتكار الشخصية من قبل المحرر يوليوس شوارتز والكاتب غاردنر فوكس والرسام غيل كين. أتوم من أوائل الأبطال الخارقين الذين ظهروا في العصر الفضي للقصص المصورة وذلك في سنة 1961.
هو فيزيائي وأستاذ في جامعة آيفي في مدينة «أيفي تاون» الخيالية.

## أعمال ظهر فيها
- باتمان الجرأة والشجاعة
- شباب العدالة
- السهم (مسلسل)